# Catedral de San Juan Bautista (Prešov)
La Catedral de San Juan Bautista o simplemente Templo de San Juan Bautista (en eslovaco: Greckokatolícka katedrálny chrám sv. Jána Krstiteľa) es el nombre que recibe un templo católico que se encuentra en la ciudad de Prešov en el país europeo de Eslovaquia.
La Iglesia sirve como la catedral de rito greco católico o eslovaco, sede la archieparquía de Prešov (Archieparchia Prešoviensis o Gréckokatolícke arcibiskupstvo Prešov) creada por el papa Pío VII en 1818 mediante la bula "Relata semper". Es además la iglesia metropolitana de la provincia greco-católica eslovaca. Allí están enterrados los obispos y mártires Paul Gojdic y Vasil Hopko. En la catedral se encuentra también la copia del Manto Sagrado de Turín.
Esta bajo la responsabilidad pastoral del arzobispo Ján Babjak.

## Véase también

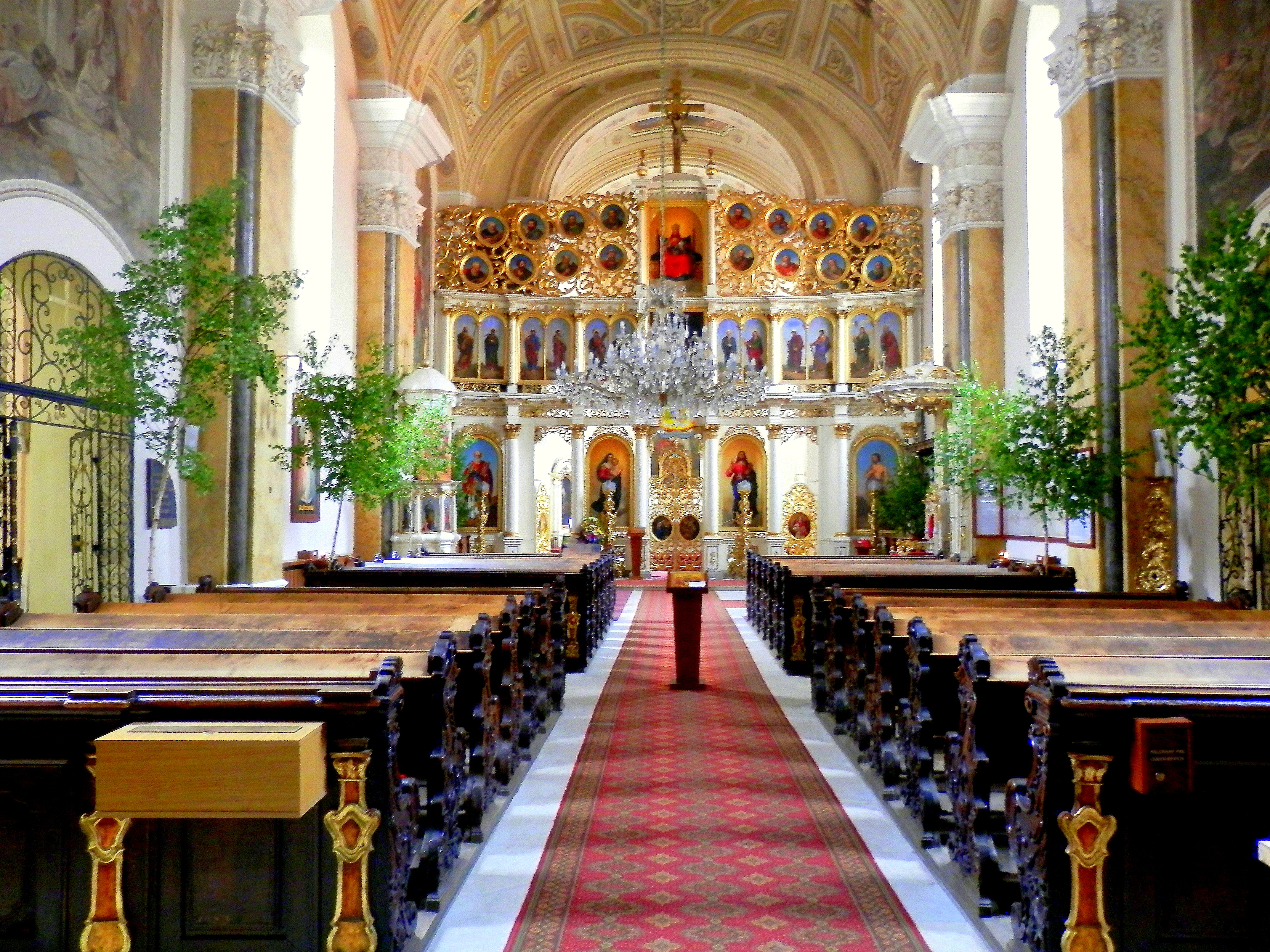
Vista interna